# Polsterung

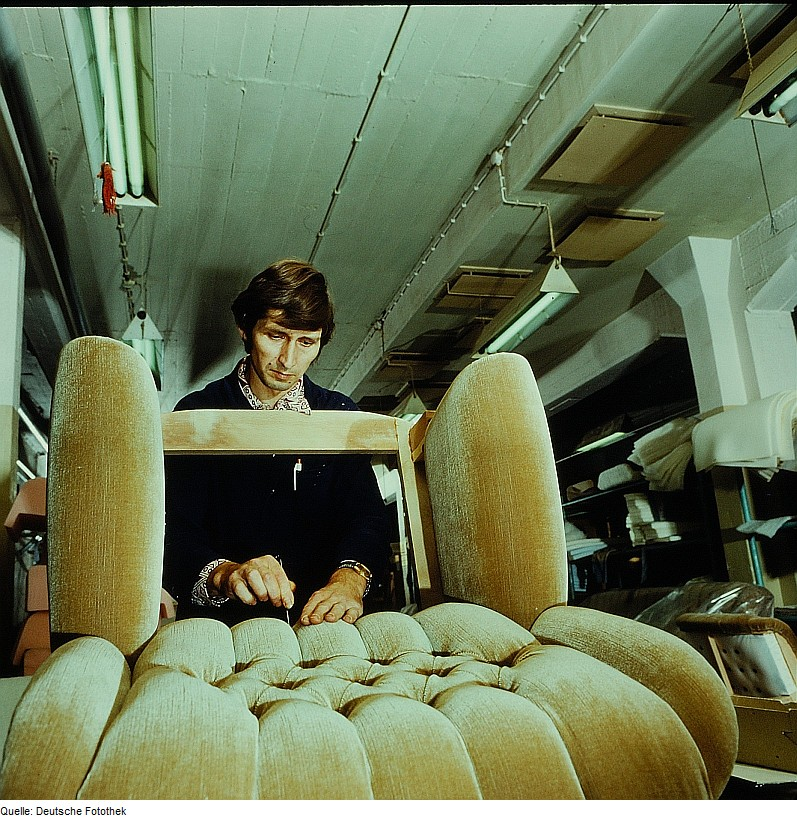
Ein Polsterer arbeitet an einem Sitzpolster (1982)

Polsterung ist ein Begriff aus der Textiltechnik, Gummi- und Lederverarbeitung für die Federung, Isolierung oder Wattierung von Gegenständen. Polsterungen werden heutzutage vor allem in der Bekleidungs-, Möbel-, Automobil- und Verpackungsindustrie eingesetzt und technisch weiter entwickelt.

## Polstermaterialien und -stoffe
Bevor sich synthetisch hergestellte Polsterstoffe verbreiteten, gab es ausschließlich Polstermaterialien aus pflanzlichen oder tierischen Fasern:
- Rosshaar – das Körperhaar oder das Schweif- und Mähnenhaar des Pferdes wurde gesammelt, in Wasser gekocht oder gedämpft und dann als Füllung für Matratzen, Rosshaarkissen und Reitsattel oder in der Schneiderei als Einlage (z. B. Schulterpolster) verwendet. Die Mischung mit feinerem Rinderhaar von Schweif und Mähne machte die Füllung geschmeidiger.[1]

- Daunen und Federn – insbesondere von Land- und Wassergeflügel wie Gänsen und Enten. Je nach Anteil von Daunen und Federn in einer Polsterfüllung spricht man von: reinen Daunen, Daunen, fedrigen Daunen, Dreivierteldaunen, Halbdaunen und Federn.[2]

- Wolle von Tieren – die Wolle von Schafen (Schafwolle), Kaschmirziegen (Kaschmirwolle) und Angoraziegen (Mohair), Angorakaninchen (Angora), Kamele (Kamelhaar) und Kleinkamelen wie Alpakas, Lamas und Vikunjas, Moschusochsen (Quiviut) und Yaks (Yakwolle).

- Seegras – wird auch heute noch aus dem Meer gefischt oder am Strand gesammelt und anschließend zu Heu getrocknet. Es eignet sich besonders zur Stuhlpolsterung.

- Kapok – an der Innenseite der Kapokfrüchte sitzende Fasern, die zu einem watteähnlichen Material verarbeitet werden. Es eignet sich besonders für Matratzen.[3]

In der Verpackungsmittelindustrie sind folgende Polsterstoffe zur Warensicherung verbreitet:
- Papier, Wellpappe und Holzwolle
- Luftbeutel und Luftpolster
- synthetische Schaumstoffe
- lose Füllungen in Chips-Form

In der Möbelindustrie werden folgende Polsterstoffe eingesetzt:
- Metalldrahtgeflechte – die miteinander als zusammenhängender Federkörper verbunden sind, der den Kern von Matratzen, Sitzen, Sitzflächen oder Kissen bildet.
- Synthetische Schaumstoffe und -vliese – aus kompressiblen (=zusammendrückbaren) Stoffen mit zelliger Struktur und niedriger Dichte. Als Rohstoffe kommen infrage:
  - a. Chemiefasern, die verwebt oder zu Polstervlies und -watte verarbeitet werden.
  - b. Natürlicher oder synthetischer Kautschuk, der zu Latexschaum verarbeitet wird, der vor allem bei Matratzenpolsterungen Verwendung findet.
  - c. Polyurethane, die zu PUR-, Polyäther- oder Kaltschaum verarbeitet werden, welche bei der Polsterung von Matratzen oder Sitzmöbeln Verwendung finden.[4]

## Polsterung von Möbeln
Basis der Polsterung bildet bei Polstermöbeln und Boxspringbetten die Unterfederung, für die Federkerne, Federholzleisten, Stahlwellenfederungen oder Elastikgurte verwendet werden. Der Federkern kann ein
Zylinderfederkern, Bonellfederkern oder – bei hochwertigen Möbeln – Taschenfederkern sein. Die Abdeckung des Federkerns besteht aus Schaumstoffen unterschiedlicher Härtegrade, durch die der Sitzkomfort bedingt wird. Das Polster wird mit einer Vlies- oder Mattenabdeckung abgeschlossen. Bei Boxspringbetten schließt sich an die Unterfederung eine Bettauflage an. In der Regel handelt es sich um eine Matratze, die bei hochwertigen Ausführungen mit einem Matratzenschoner belegt sein kann. Den Polsterkern von modernen Matratzen bilden Federkerne oder Schaumkerne aus Latex- oder Polyurethanschäumen. Es gibt aber noch zahlreiche alternative Polsterstoffe wie Viskose, Naturöle oder Luftkernpolster. Bei Naturmatratzen werden heutzutage wieder verstärkt pflanzliche und tierische Polsterstoffe eingearbeitet.
Man unterscheidet legere und straffe Polsterung. Bei der legeren Polsterung sinkt man weiter ein und die Polsterung passt sich der Körperform an. Bei straff gespannten Polsterungen ist der Bezug fest mit dem Polster verbunden und daher ist die "Einsinktiefe" geringer und die Oberfläche bleibt straff und glatt, zum Beispiel bei Autositzen. Bei Matratzen wird die Festigkeit in Härtegraden angegeben. Je größer der Härtegrad, umso besser eignet sich ihre Polsterung für Menschen mit hohem Körpergewicht.
Eine weitere Maßeinheit zur Festigkeit von Polsterungen ist das Raumgewicht. Dieses wird in der Einheit kg/m³ angegeben und gibt Auskunft darüber, wie schwer das verwendete Polstermaterial pro Kubikmeter ist. Je höher das Raumgewicht, umso höher also der Materialaufwand und demzufolge die Leistungsfähigkeit einer Polsterung.